# Џорџ Нелсон (астронаут)
Џорџ Драјвер Нелсон (енгл. George Driver Nelson), познатији као Пинки Нелсон (енгл. Pinky Nelson; Чарлс Сити, 13. јул 1950), амерички је физичар, астроном, научни радник и бивши астронаут. У свемир је летео три пута на Спејс-шатлу. Пре него што је изабран за астронаута 1978. године у оквиру 8. групе НАСА, бавио се научним радом из области астрономије и био је гост у опсерваторијама у Немачкој, Холандији, као и широм САД. У свемиру је провео 17 дана.
Након каријере у НАСА-и, вратио се на Универзитет Вашингтон у својству научног сарадника. Нелсон је у младости био члан Младих извиђача САД и имао је чин First Class Scout.
Иако родом из Ајове, одрастао је у Минесоти, где је 1968. завршио средњу школу. Дипломирао је физику на Харви Мад Колеџу 1972. године, затим магистрирао и докторирао астрономију на Универзитету Вашингтон 1974. и 1978. године. Члан је неколико кућа славних и носилац бројних друштвених признања, цивилних и војних одликовања. Ожењен је и има две кћери.

## Галерија
- Џорџ Нелсон (напред, десно, заклоњеног лица) са колегама током тренинга у условима бестежинског стања, 1978. године
- Џорџ Нелсон (други здесна)са колегама с лета СТС-41-Ц, 1984. године
- Џорџ Нелсон (десно) током свемирске шетње са колегом Ван Хофтеном на лету СТС-41-Ц, 1984. године
- Џорџ Нелсон (здесна, у позадини) са колегама с лета СТС-61-Ц, 1985. године
- Џорџ Нелсон (здесна, стоји) са колегама с лета СТС-26, 1988. године